# Glock 33
Die Glock 33 ist eine halbautomatische Pistole im Kaliber .357 SIG. Hersteller ist die österreichische Firma GLOCK Ges.m.b.H.